# 那須疏水
那須疏水（なすそすい）は、栃木県北部の那須塩原市および大田原市に広がる「那須野が原」に整備された用水路である。

## 概要
明治政府の殖産興業政策により、1885年（明治18年）、県令三島通庸や農場経営を目指した矢板武、印南丈作などの地元有志により、約5ヶ月という短期間に本幹部が開削された。1905年（明治38年）にも水門や導水路等が建設された。
那須野が原北部の那珂川の岩崎取水堰より取水し、扇状地である那須野が原に農業用用水を供給している。
供給対象面積は約4300ヘクタールで那須塩原市、大田原市の那須野が原の全域にわたる。
旧取水施設の東水門、西水門、導水路及び余水路が2006年に国の重要文化財に指定された。

## 那須野が原用水

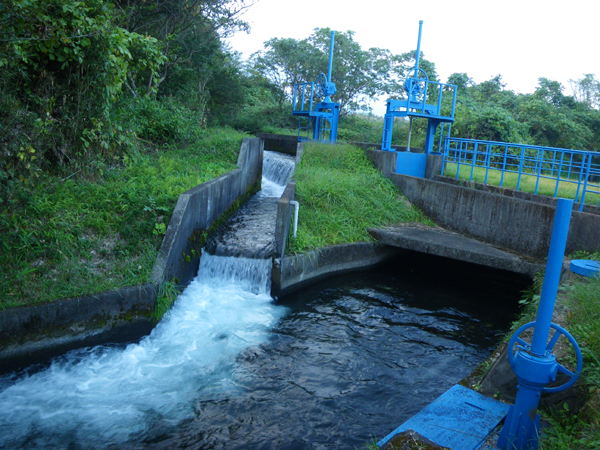
蟇沼用水（上段）と立体交差する那須疏水（下段）。現在これらの用水路は那須野が原用水として統合され、このように蟇沼用水の水を那須疏水に流す流路が設けられている。

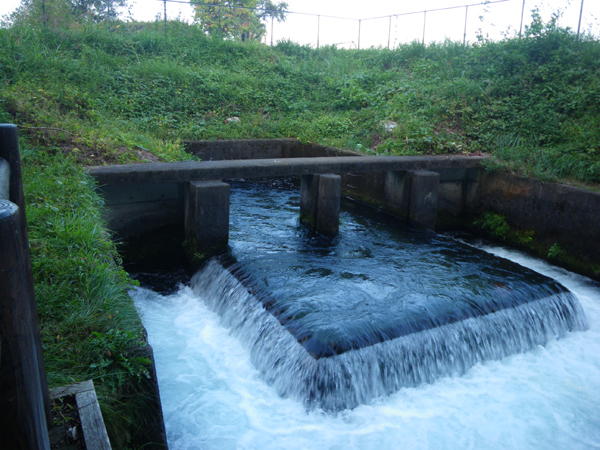
蛇尾川サイフォンの出口。蛇尾川との交差をサイフォンの原理によって下を潜って通過する。このサイフォンは昭和期に一度作り直されたもの。

那須野が原用水（なすのがはらようすい）とは、那須疏水の流路に那須野が原に点在する小規模な用水路、江戸時代から存続していた古い用水路である蟇沼用水と旧木ノ俣用水、および那須疏水より後から開削された新木ノ俣用水を統合したものである。これらの用水路は1967年（昭和42年）頃から1994年（平成6年）の間に行われた国営那須野が原開拓建設事業において近代化整備を施されると共に、統合によって相互利用が可能となった。
那須野が原用水は2006年2月3日に疏水百選にも選ばれている。